# Lambach (Loper Bach)
Der Lambach ist 6,3 km langer, rechter Nebenfluss des Loper Bachs in Gummersbach und Engelskirchen, Nordrhein-Westfalen (Deutschland).

## Geographie

### Verlauf
Die Quelles des Lambachs liegt am Südhang des 436,7 m hohen Gummershardt, etwa 750 m westlich von Gummeroth auf 362 m ü. NHN. Von hier aus fließt er in südlicher Richtung. Dabei wird der Bach durch die umgebenden Berge mehrfach zur Änderung der Flussrichtung gezwungen. Von den Hängen dieser Berge fließen ihm beidseitig mehrere kleinere Bäche zu. Kurz vor seiner Vereinigung mit der Agger mündet der Lambach auf 159 m ü. NHN in den Loper Bach, der 200 Meter weiter in die aufgestaute Agger mündet.
Auf seinem 6,2 km langen Weg von der Quelle zur Mündung beträgt der Höhenunterschied 210 Meter, was einem mittleren Sohlgefälle von 33,9 ‰ entspricht.

### Zuflüsse
- Nückelsiefen (rechts), 0,4 km
- Sieper Bach (links), 0,7 km
- Lambachsiefen (rechts), 1,8 km

## Umwelt
Das Lambachtal liegt in einem ausgedehnten Mischwaldgebiet und wird stets von einem Wanderweg begleitet. Im gesamten Verlauf, besonders im Unterlauf, speist der Lambach zahlreiche Teiche zur Forellenzucht.